# Insulă de nisip

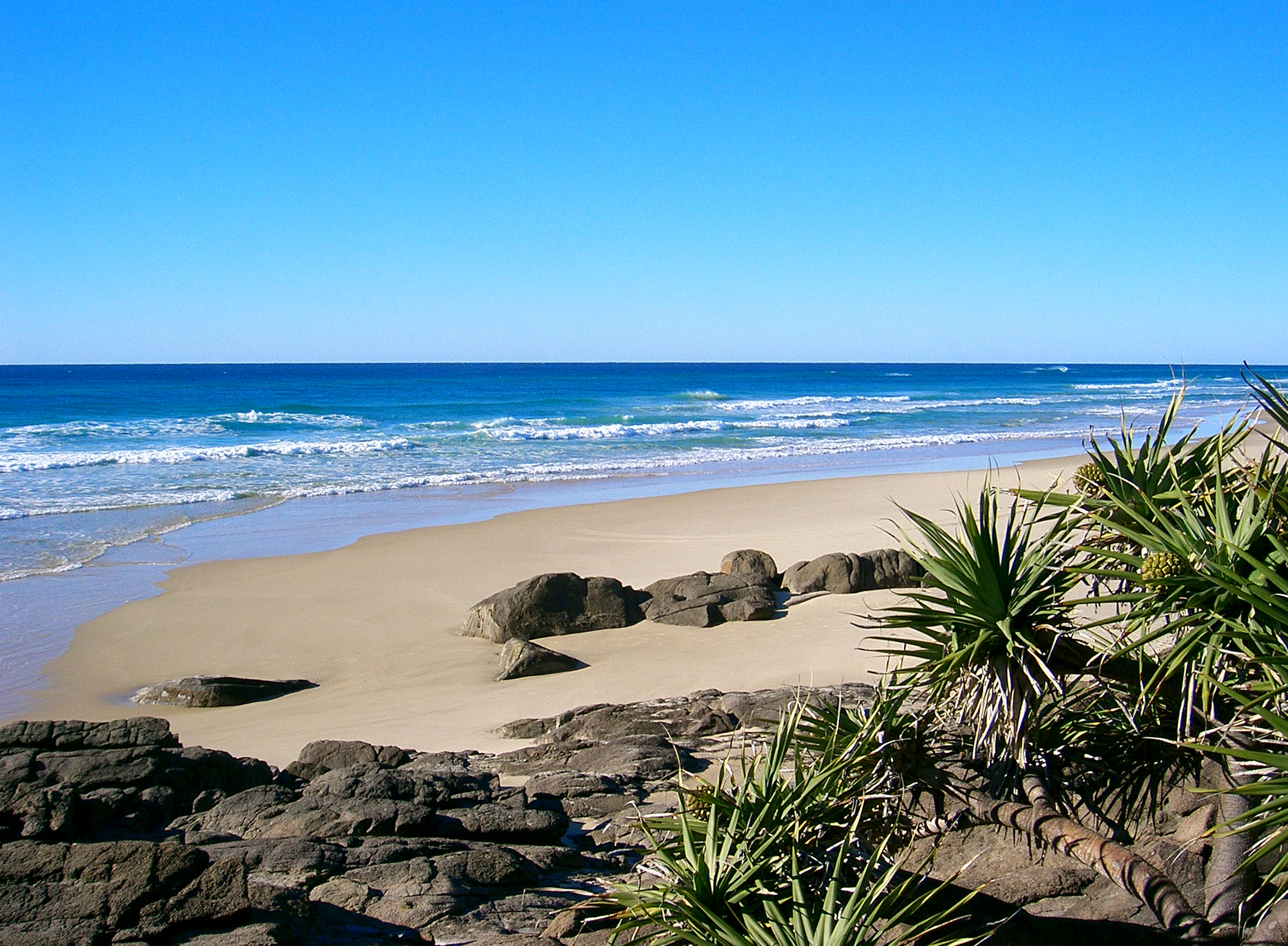
Cea mai mare insulă de nisip, Fraser Island, situată de-a lungul coastei Australiei.

O insulă de nisip este o insulă care este în mare măsură sau în întregime alcătuită din nisip. Cea mai mare insulă de nisip din lume este Insula Fraser. Alte exemple de mari insule de nisip sunt Moreton și North Stradbroke, insulele care se află la sud de Insula Fraser de pe coasta de est a Australiei.